# 薛官屯乡
薛官屯乡，是中华人民共和国河北省沧州市沧县下辖的一个乡镇级行政单位。

## 行政区划
薛官屯乡下辖以下地区：
薛官屯村、后李寨村、翕合屯村、杨官屯村、李龙屯村、东新开路村、范庄子村、新立村、东秀女庄村、西秀女庄村、梅官屯村、殷官屯村和沙官屯村。